# Andreas Riis Carstensen
Andreas Christian Riis Carstensen (født 9. november 1844 i Sennels ved Thisted, død 5. maj 1906 i Helsingør) var dansk maler, der bl.a. har malet en del marinemalerier fra Grønland.

## Baggrund
Carstensen blev født i Sennels ved Thisted, hvor faren Jørgen Frederik Carstensen (1805 i Tønder – 1856) dengang var præst; hans mor hed Theodora Cathrine, født Holm (1812-1877), og såvel hendes som mandens mor var født Riis, så at han altså er opkaldt efter sin oldefader. Efter faderens tidlige død tog moren til Haderslev, hvor sønnen voksede op, og efter sin konfirmation gik til søs. Han tilbragte nogle år på lange rejser, indtil han under et ophold i Quebec i Canada fik lejlighed til at øve sig i tegning. Da han på hjemvejen hørte om den forestående krig, ilede han til København og blev udskrevet som søværnepligtig på fregatten Tordenskjold.

## Uddannelse
Derefter tog han ophold i København og anbefaledes af Heinrich Hansen til Carl Dahl, der lærte ham marinemaleriet, medens han samtidig besøgte Det tekniske Institut. I oktober 1864 kom han ind på Kunstakademiet, rykkede 1867 op i Modelskolen, men forlod Akademiet 1868. Samme år udstillede han tre billeder, der allerede vakte interesse for ham. Carstensen var dog mere inspireret af Anton Melbyes og C.F. Sørensens mere romantiske søskildringer end af Carl Dahls mere køligt præcise stil.

## Karriere
Da hans midler var noget knappe, tog han året efter til New York, udstillede der, meldte sig i 1870 til søkrigstjeneste, men da der ikke blev brug for flåden, rejste han atter til Amerika og var borte til 1873. Ved decemberudstillingen samme år havde han et billede med åben sø, men først fra 1875 udstillede han regelmæssigt på Charlottenborg Forårsudstilling. Han studerede ved Atelier Suisse i Paris og på École des Beaux-Arts under Jean-Léon Gérôme 1875-76. 
I 1879 vandt han den Neuhausenske Præmie for Ved solopgang i Kattegat. I 1883 konkurrerede han atter, dog uden at vinde præmien.
|  |  | Under stadige sørejser færdedes han både i syd og i nord, og udstillede arbejder efter sine studier. I 1884 fik han et længe næret ønske opfyldt og besøgte Grønland, hvor han atter var i 1888. I 1890'erne var han gentagne gange i Ægypten. Mange billeder derfra blev solgt i England og Ægypten. I 1893 udførte han en serie på 11 malerier fra Ægypten på bestilling af brygger Carl Jacobsen til ophængning i dennes ægyptiske samling. |

Carstensen blev gift i sen alder 9. september 1890 på Frederiksberg med Ida Lucie Catharina Müller (28. maj 1865 på Flensborggård ved Glumsø – 14. juli 1950 i Helsingør), datter af proprietær Peter Frederik Müller og Agnes Dorthea Hedde.
Han er begravet i Helsingør.

## Billeder
| - Værker af Andreas Riis Carstensen - Scene fra Caribien, 1871 - Parti fra St. Thomas Mellem 1869 og 1874 - Skibe der sidder fast i isen, 1880 - Parti fra Reval Havn, 1882 - Enkekejserinde Dagmars afrejse til Rusland, ca. 1988 - Morgen paa Nilen, 1891 - Nilen, 1890'erne - Eftermiddag på havet. Mellem 1859 og 1906. SMK - Fiskerbåde på havet. Mellem 1862 og 1906 - Parti fra Lissabon havn med tårnet Torre Belem. Mellem 1862 og 1906 - Kajakroere i grønlandsk farvand. Mellem 1862 og 1906 - Istanbul. Mellem 1862 og 1906 - Blik over havnen paa St. Thomas. Ukendt dato |